# ミゲル・リョベート
ミゲル・リョベート・ソレスまたはミゲル・リョベット（Miguel Llobet Solés, 1878年10月18日 バルセロナ - 1938年2月22日）はカタルーニャのギタリスト・作曲家。タレガの高弟でセゴビアの恩師である。本名はミゲル・リョベット＝ソレス（Miguel Llobet Solés）。

## 生涯
リョベートの生涯についての詳細は、資料ごとに混乱や矛盾が見られる。父親が彫刻家であったことから、リョベート自身も美術を学んで画才を発揮し、生涯にわたって絵を描いた。最初はピアノとヴァイオリンを学んだが、おじからギターを贈られ、1889年にアントニオ・ヒメネス・マンホンのギター演奏に接したことをきっかけに、マヒン・アレグレに師事してギターに転向する。
1892年10月に初めてフランシスコ・タレガに演奏を聴いてもらう。その2年後にバルセロナ市立音楽学校にてタレガに師事。本人の評価によると、タレガのもとでの学習期間は、特定の指導法にのっとっていたわけではないという。むしろリョベートは、タレガが演奏するさまを観察して、その演奏技巧を自宅で試していたという。「こんな具合に、僕は教わるよりも、自分で演奏技術を試していたんだ。Così, più che impararla, io sperimentavo la mia tecnica sull chitarra.」(Tonazzi 1996, 13-14).
1898年に内輪の集会のために私的な演奏を開始。1900年にタレガの庇護者コンセプション・ハコビと出会い、リョベートもその支援を受けて国際的な活動に乗り出す。1901年にバレンシア音楽院で最初の公開演奏を行う。同年、セビリャやマラガの音楽院でも演奏し、後者より名誉教授の称号を授かった。1903年にはマドリッドでスペインの王族のために御前演奏を行う。
1904年にパリでリカルド・ビニェスの企画により、生涯最初の外国での演奏活動を行う。新音楽に接触するようになったのもこの時期である。どうやらパリは居心地が良かったらしく、1905年にパリに移り住み、スコラ・カントルムや国民音楽協会のような名だたる組織で演奏を行なっている。（ロナルド・パーセル説は、1910年までパリ在住だったとしているが、ブルーノ・トナッツィ説によると、いったんパリを去った後に、1910年にパリに舞い戻ったという。）
パーセルが示唆したところによると、リョベートは1910年に、当面の住まいをブエノスアイレスに移した見込みが高い。同地に滞在中に中南米やカリブ海域で演奏活動を続けた。この一連の演奏旅行は大部分が、ドミンゴ・プラット（『ギタリスト事典 Diccionario de Guitarristas』(1933年)の執筆者）やファン・アニード（実子がリョベートの門弟となった、詳細は後述）、ルイス・ロメロ（出版社ロメロ＆フェルナンデス社主）によって手配された。1912年にリョベートは米国デビューを果たし、ボストン、フィラデルフィア、ニューヨークシティで演奏会を開いた。その後パリに戻る。それから数年間は、ヨーロッパ各地で、とりわけベルギーとオランダで演奏活動に取り組んだ。
1913年から1914年までの間、ドイツ全土で演奏を行う。パーセルによると「第一次世界大戦の勃発に際して、リョベートはブエノスアイレスに戻り」、南北アメリカ大陸で演奏旅行を続けた(Llobet 1989, 1: iv)。だがこの説は、トナッツィの説明と矛盾する。「第1次大戦が勃発すると（リョベートは）故国に帰った Allo scoppio della prima guerra mondiale torna in patria...」。パーセル説を支持する限り、リョベートの演奏旅行は、アメリカ両大陸が支配的であったかに見える。しかしながら、1915年ごろにリョベートはスペインにいて、一番弟子のアンドレス・セゴビアを指導したとパーセルがほのめかしていることにも注意しなければならない。
セゴビアがリョベートの門弟としてどのような立場にあったのかは、ギター奏者の間で議論の的となっている。セゴビアは、活動の絶頂期に総決算として書かれた自叙伝において、自らを独学者と称している。ほんの短い間とはいえ、リョベートに助言を求めたという告白もあるものの、演奏においては真の影響を何も受けていないと、セゴビアはなかなか自信満々であった。22歳のセゴビアが修業中という以上の立場であってもおかしくないが、まだ若かっただけに、有為の指導を受け入れて、その重大な影響を受けることができたはずである。事実パーセルは次のように指摘している。「セゴビアは、演奏スタイルと演奏技巧においてタレガの原理を示しており、基本的にリョベートに感化されている。（略）この様式的な影響は、リョベートのパーロフォンへの電気吹き込みを、セゴビアのエンジェルへの録音と聴き比べると、感得できる。」(Llobet 1989, 1: ii).
パーセルはやがて次のように述べる。「（セゴビアは）22歳のとき、タレガに直接つながっていると認めたただ一人のリョベートに、洗練された演奏技巧と、とりわけリョベートとタレガがギターのために作曲・編曲した音楽を、追い求めた」。この年代設定が正確であるかは（セゴビアが22歳ならば1915年であろう）、やや怪しい。タレガの棺が1915年に掘り起こされたときに撮影された写真があり、セゴビアははっきりと棺の足許に映っているが、リョベートの姿はどこにも見えない。その場に居合わせた見込みもないではない。実際リョベートは当時スペインにいたからである。セゴビアがリョベートに師事する前に、さらに2年間の入門期間があったとしてもおかしくない。公式に師事した年代（1917年）との齟齬は、まずなさそうである。
報告によると、1912年から1917年までの間リョベートは、少なくとも1度は録音を試みたという。1912年、1914年、1917年に米国の東海岸で演奏旅行を行なったことが知られている。1912年から1923年までニューヨークに暮らした大ギタリスト、ヴァーダー・オルコット＝ビックフォードは次のように記している。リョベートは、「ニュージャージー州ニューブランズウィックのベル研究所で録音を残そうとしたが、響きに満足できなかった」(Purcell 1993, 5)。この証言は、戦時中のリョベートの住所について、どちらの説にも与するものではないのだが、録音に対する早くからの関心のほどを示してくれてはいるのである。
証拠文書の発見が遅れているので、リョベートは戦時中にブエノスアイレスに住まっていたと仮定するよりほかにない。だが1923年には同地にいて、マリーア・ルイサ・アニード（1907年～1997年）を指導するようになったことが分かっている。アニードは、リョベートの南米デビューにおけるパトロンの一人であった、前出のファン・アニードの娘である。1925年までにリョベートは彼女とデュオを組み、パーセルによると、この二人組は「1930年ごろに、リョベートの編曲をオデオン＝パーロフォン・レーベルに録音し、そのレコードはデッカ・レーベルから頒布された。これらの録音に先駆けて、リョベートはバルセロナから単独でパーロフォン・レーベルに一連の伝記録音を残している」(Llobet 1989, 1: iv)。以上の録音は、クラシック・ギターの初期の電気吹込み。（クラシックギター最初期の吹き込みは1910年のアグスティン・バリオス・マンゴレによるものと言われている）
これらのレコードはCDに復刻されているが、その解説書に記された録音小史は、リョベートの録音活動にほんのわずかな光を当てたにすぎない。たとえばソロのレコードは、1925年に前後して録音されたと推測されている。ただしこれらのレコードには、2つの別々の音源がある。つまりバルセロナにおけるパーロフォン・レーベルへの録音と、アルゼンチンにおけるオデオン・レーベルへの録音である。ごく気軽に聞き流した場合でさえ、録音技術の違いは明らかで、それらが同年に発表されたとはとうてい信じがたい。この疑問点に関してパーセルは次のように述べている。「リョベートは、1915年にはアコースティック録音が気に入らず、電気録音しか残していない。（略）リョベートのレコードは、1925年に録音され、その後はマリア・アニードとの共演で録音された。」(Purcell 2001)。
1920年から1921年までスペインで演奏し、ドイツ全土（ミュンヘン、ライプツィヒ、ドレスデン、ケルン、シュトゥットガルト）で演奏旅行を行なった。1924年に再びドイツ全土とオーストリアで演奏旅行を行い、1925年には米国で演奏会を催した。1930年には再渡米して、米国議会図書館に賛助されたスペイン芸術祭で演奏した。ヴァイオリン奏者のアントニオ・ボッサに奨められて、ソロとしての演奏と、マヌエル・デ・ファリャの《7つのスペイン民謡》をギター伴奏用に編曲して、ソプラノ歌手ニナ・コチッツとこの編曲版を上演することを引き受けた。
リョベートは、1930年と1931年に再びヨーロッパで巡業し、ロンドンやベルリン、ハンブルク、ミュンヘン、ウィーン、ブダペスト、ボローニャを歴訪した。ヒンデミットは1930年にリョベートの演奏に接して、ギター作品を作曲するつもりであると宣言したが、結局これをやり通すことはできなかった。ヒンデミットの現存するギター曲は、1925年に作曲された《3台のギターのためのロンド》だけである。これはリョベートに触発される以前の1925年に作曲されている。
1932年から1934年まで、キューバ人の若き演奏家ホセ・レイ・デ・ラ・トッレをバルセロナの自宅で指導した。この頃になるとほとんど演奏しなかったようだが、芸術界との接触を絶ち切ってはいなかった。レイによると、「私が1932年にバルセロナに辿り着いたとき、彼は演奏会場から引退していたも同然であった。私がその地で過ごした3年間にただ一度きり、スカンジナビアへの演奏旅行のために、ひとつき留守にしただけだった」(Rey 1985, 24)。
リョベートは、侘しい隠居暮らしを楽しんでいたらしく、バルセロナの大邸宅で数名の有力な芸術家と会うなどしていた。ファリャはバルセロナを訪れると、きまってリョベート宅に足を伸ばしており、エミリオ・プジョルも常客であった。門弟として最も足しげくリョベート宅に通ったレイ・デ・ラ・トッレは、「リョベートを訪ねる人は多くなかった」と回想している。リョベートは演奏会には頻繁に出入りしたようで、夫人と連れ立って自宅に程近い会場に出向いたという。
フィリップ・ボーンは著書『ギターとマンドリン The Guitar and Mandolin』において、リョベートの死因について、このように述べている。「リョベートは、スペイン内戦のさなかにバルセロナ空襲のせいで落命した」(Bone 1954)。この説明は、信頼すべき資料によってことごとく論破されてきた（真の死因は胸膜炎であった）。しかしながらバルセロナの攻略をめぐって荒んだ心情は、健康状態の急降下の始まりとなったのかもしれない。

## 作品の評価について
卓越した解釈力によって演奏に録音に国際的な活躍を続け、ドビュッシーやファリャ、ヒンデミットに影響を与えて、20世紀におけるクラシック・ギター音楽復興の偉大な立役者となった。同郷のカザルスがカタルーニャ民謡《鳥の歌》を編曲して自分のトレードマークとしたように、リョベートも郷土の民謡（《アメリアの遺言》《盗賊の歌》など）を編曲し、演奏や録音で取り上げて、その旋律に不朽の名声をもたらした。作曲家・編曲家としての業績は、近年になって再評価が進められつつある。
ギター作品全集（原典版） としては、ステファノ・グロンドーナ校訂によるGuitar Herritage版(2021)がある。バルセロナ音楽博物館などの原典資料に基づいており、『ソルの主題による変奏曲』作品15を含むオリジナルのギター独奏曲、ギターニ重奏曲、民謡や古典的作品の編曲多数に加えて、リョベートが組織していた合奏団「リラ・オルフェオ」のための作品も収録されている。
全15巻の内容に関する主題目録も公開されている。

## 関連サイト・参考資料
- ルドンを巡る音楽家 4 - ウェイバックマシン（2004年5月29日アーカイブ分）
- リョベート自演集 ギターCD（ジャケット写真）
- アメリアの遺言 - ウェイバックマシン（2016年9月13日アーカイブ分） 声楽家、柳貞子の個人ページ
- 盗賊の唄 (Cancion del Ladron) - ウェイバックマシン（2013年12月14日アーカイブ分） MIDI音源